# Sköldkörtelinflammation
Sköldkörtelinflammation eller tyreoidit är inflammation av sköldkörteln. Former av sköldkörtelinflammation innefattar bland annat:
- Hashimotos sköldkörtelinflammation, en autoimmun sjukdom med vanligen bestående hypotyreos.[1]
- Subakut sköldkörtelinflammation, även kallad de Quervains tyreoidit, en inflammation som ofta föregås av virusinfektion i kroppen, som ger lokal ömhet i sköldkörteln med initialt hypertyreos som övergår i tillfällig hypotyreos och som läker ut inom månader men kan behöva behandling med NSAID eller i vissa fall kortison.[1][2]
- Postpartum-tyreoidit, en autoimmun sjukdom som uppstår enstaka månader efter förlossning, med förlopp likt det vid subakut sköldkörtelinflammation.[1]
- Läkemedelsinducerad tyreodit, orsakad av vissa läkemedel (såsom amiodaron, litium, interferonläkemedel), som upphör efter utsättning av det orsakande läkemedlet.[1][2]